# Messanges (Côte-d’Or)
Messanges – miejscowość i gmina we Francji, w regionie Burgundia-Franche-Comté, w departamencie Côte-d’Or.
Według danych na rok 1990 gminę zamieszkiwały 173 osoby, a gęstość zaludnienia wynosiła 57 osób/km² (wśród 2044 gmin Burgundii Messanges plasuje się na 738. miejscu pod względem liczby ludności, natomiast pod względem powierzchni na miejscu 1333.).